# Charles Soret
Charles Soret (* 23. September 1854 in Genf; † 4. April 1904 ebenda) war ein Schweizer Mineraloge und Physiker und Professor an der Universität Genf.

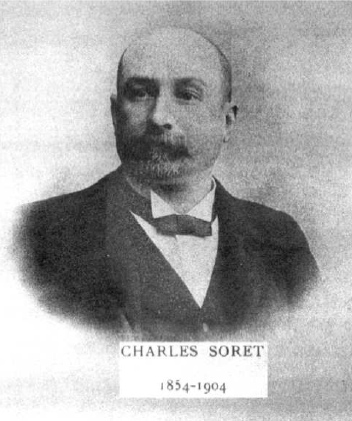
Charles Soret

Soret war der Sohn des Chemikers Jacques-Louis Soret. Er studierte Physik und Mathematik in Genf und an der Sorbonne mit Abschlüssen 1876 und 1878. Danach war er Dozent und ab 1881 Professor für Mineralogie und Kristallographie in Genf. 1898 wurde er Rektor der Universität. Er starb nach einer Operation.
Soret ist für den Ludwig-Soret-Effekt (siehe Thermophorese) bekannt, über den er 1879 veröffentlichte (auch benannt nach Carl Ludwig, der 1856 veröffentlichte). Er forschte auch über Refraktometrie.